# لی اون-چول
لی اون-چول (انگلیسی: Lee Eun-chul؛ زادهٔ january ۳, ۱۹۶۷ (۵۸ سال)) تیرانداز اهل کره جنوبی است.
وی در مسابقات کشوری و بین‌المللی در مجموع برندهٔ ۱ مدال طلا شده‌است.